# Shorten
Cet article possède un paronyme, voir Chorten.
Shorten (qui signifie « raccourcir » en anglais) est un format de fichier audio sans perte, de qualité CD (44,1 kHz 16-bit stéréo 
L'avantage du format est de ne pas perdre de données, au prix d'une compression nettement moins efficace.  
La compression, bien que conçue pour un fichier audio, est similaire à celle utilisée dans les formats ZIP.  
Les codecs tels que TTA ou FLAC sont d'autres codecs audio sans perte plus populaires.
L'algorithme a été décrit et transcrit en code de source par Tony Robinson de l'université de Cambridge en 1992/1993 et plus tard à la SoftSound Ltd[réf. souhaitée]. Le code a été rendu public sous une licence non-commerciale[réf. nécessaire] et a été amélioré par Wayne Stielau pour inclure une table des pistes pour pouvoir naviguer plus aisément dans le fichier.